# Amanipodagrion gilliesi
Amanipodagrion gilliesi е вид насекомо от семейство Megapodagrionidae. Видът е критично застрашен от изчезване.

## Разпространение
Разпространен е в Танзания.

## Описание
Популацията им е намаляваща.